# Comuna Chiochiș, Bistrița-Năsăud
Chiochiș (în maghiară: Kékes, în germană: Blaudorf) este o comună în județul Bistrița-Năsăud, Transilvania, România, formată din satele Apatiu, Bozieș, Buza Cătun, Chețiu, Chiochiș (reședința), Jimbor, Manic, Sânnicoară, Strugureni și Țentea.

## Demografie
Componența etnică a comunei Chiochiș
     Români (69,27%)
     Maghiari (24,12%)
     Romi (2,74%)
     Alte etnii (0,19%)
     Necunoscută (3,69%)
Componența confesională a comunei Chiochiș
     Ortodocși (64,7%)
     Reformați (21,83%)
     Penticostali (6,39%)
     Baptiști (1,45%)
     Alte religii (1,86%)
     Necunoscută (3,77%)
Conform recensământului efectuat în 2021, populația comunei Chiochiș se ridică la 2.629 de locuitori, în scădere față de recensământul anterior din 2011, când fuseseră înregistrați 3.086 de locuitori. Majoritatea locuitorilor sunt români (69,27%), cu minorități de maghiari (24,12%) și romi (2,74%), iar pentru 3,69% nu se cunoaște apartenența etnică. Din punct de vedere confesional, majoritatea locuitorilor sunt ortodocși (64,7%), cu minorități de reformați (21,83%), penticostali (6,39%) și baptiști (1,45%), iar pentru 3,77% nu se cunoaște apartenența confesională.

## Politică și administrație
Comuna Chiochiș este administrată de un primar și un consiliu local compus din 11 consilieri. Primarul, Vasile-Adrian Silasi[*], de la Partidul Social Democrat, este în funcție din 2004. Începând cu alegerile locale din 2024, consiliul local are următoarea componență pe partide politice:
|  | Partid                                 | Consilieri | Componența Consiliului | Componența Consiliului | Componența Consiliului | Componența Consiliului |
|  | -------------------------------------- | ---------- | ---------------------- | ---------------------- | ---------------------- | ---------------------- |
|  | Partidul Social Democrat               | 4          |                        |                        |                        |                        |
|  | Uniunea Democrată Maghiară din România | 3          |                        |                        |                        |                        |
|  | Partidul Național Liberal              | 3          |                        |                        |                        |                        |
|  | Alianța pentru Unirea Românilor        | 1          |                        |                        |                        |                        |

## Atracții turistice
- Biserica de lemn "Sfinții Arhangheli Mihail și Gavriil" din satul Apatiu, construcție secolul al XVIII-lea, monument istoric
- Biserica de lemn "Nașterea Maicii Domnului" din satul Bozieș
- Biserica de lemn "Sfinții Arhangheli Mihail și Gavriil" din satul Strugureni, construcție secolul al XVIII-lea, monument istoric
- Biserica de lemn din satul Manic
- Castelul Wesselenyi din satul Chiochiș
- Conacul din Jimbor, construcție secolul al XIX-lea
- Lacul din Manic

## Personalități
- Cornelia Filipaș (n.1926), membru al C.C al P.C.R, ambasador, deputat în Marea Adunare Națională

## Imagini

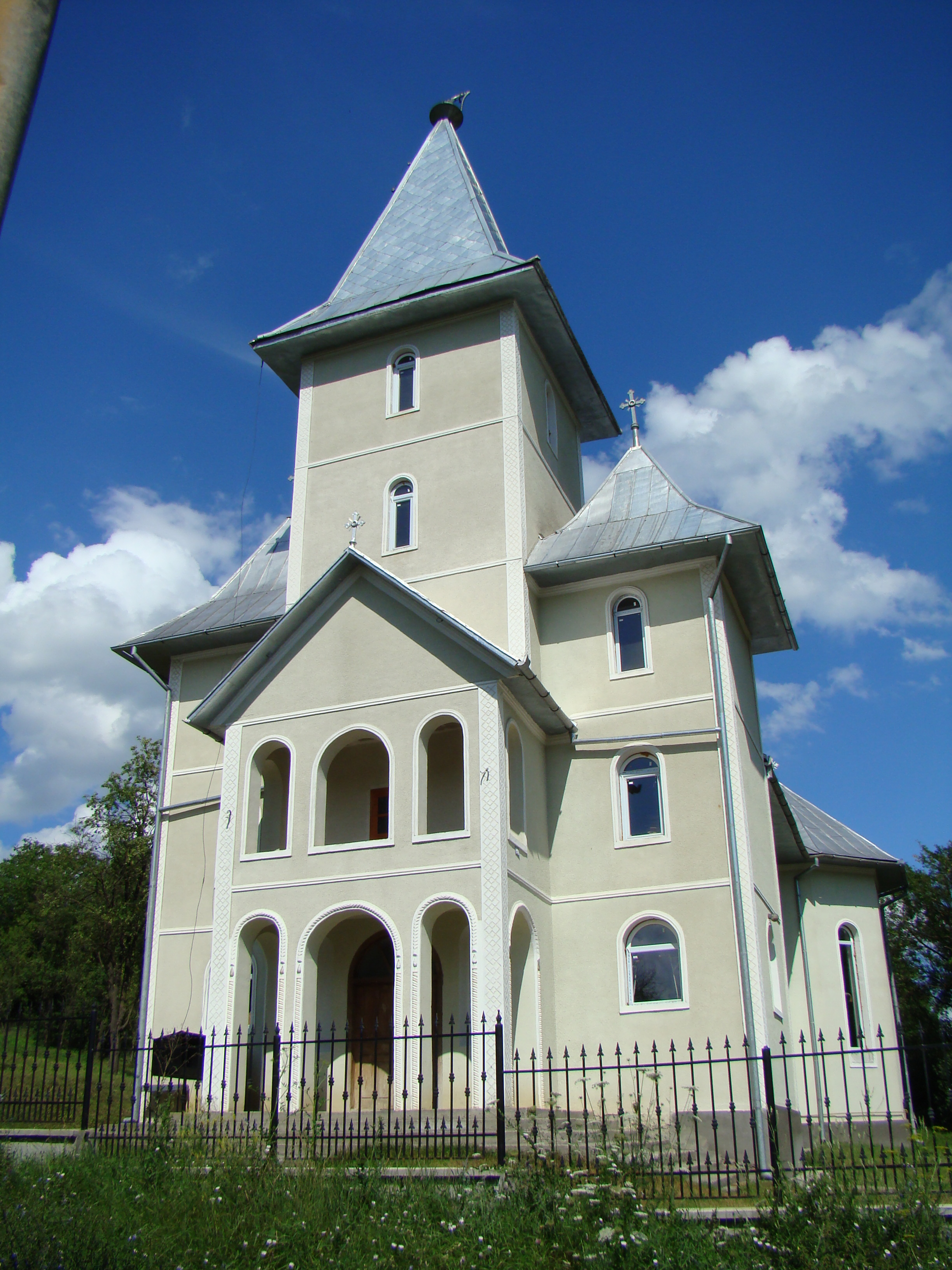
Biserica ortodoxă din satul Apatiu
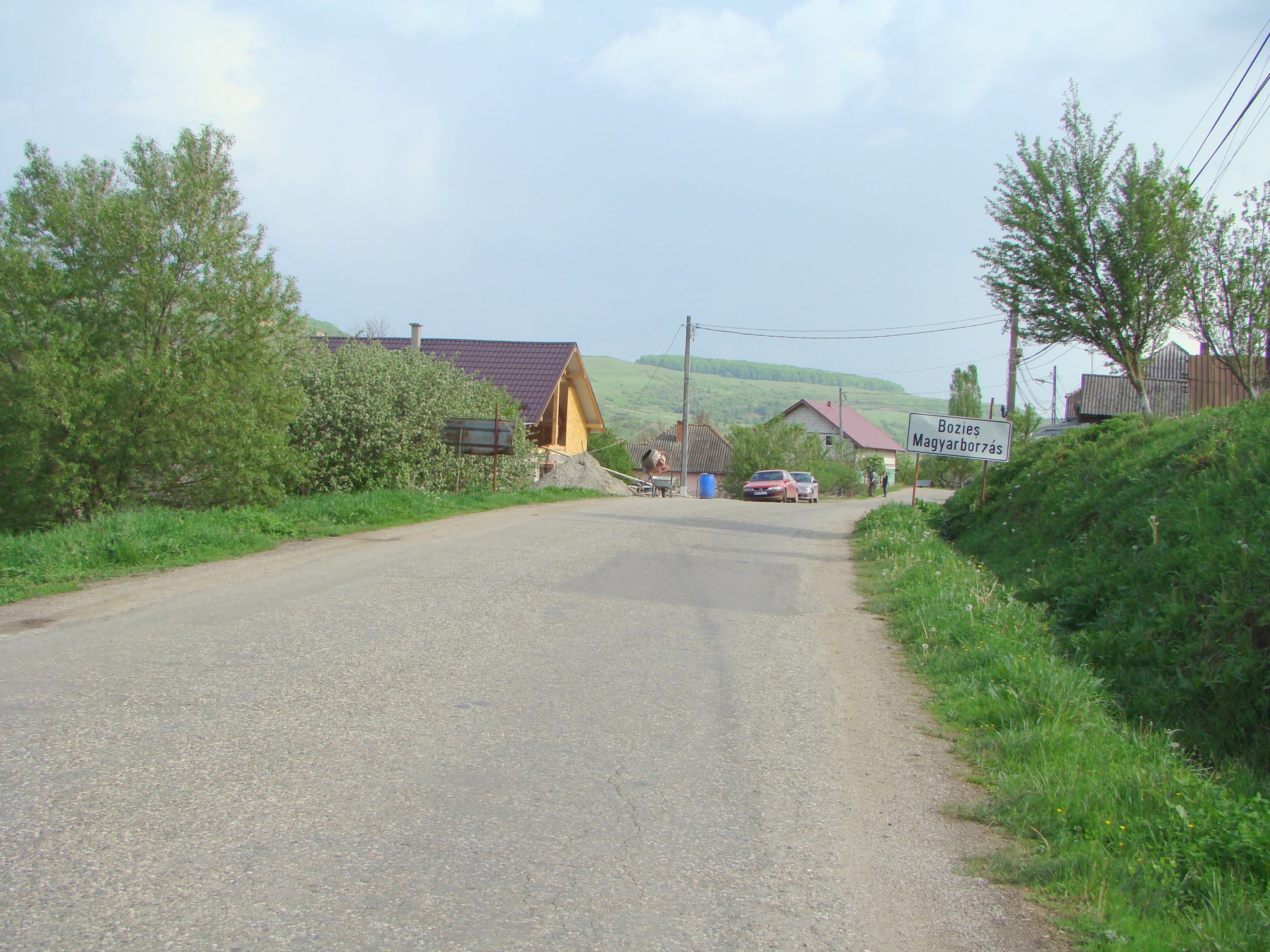
Bozieș
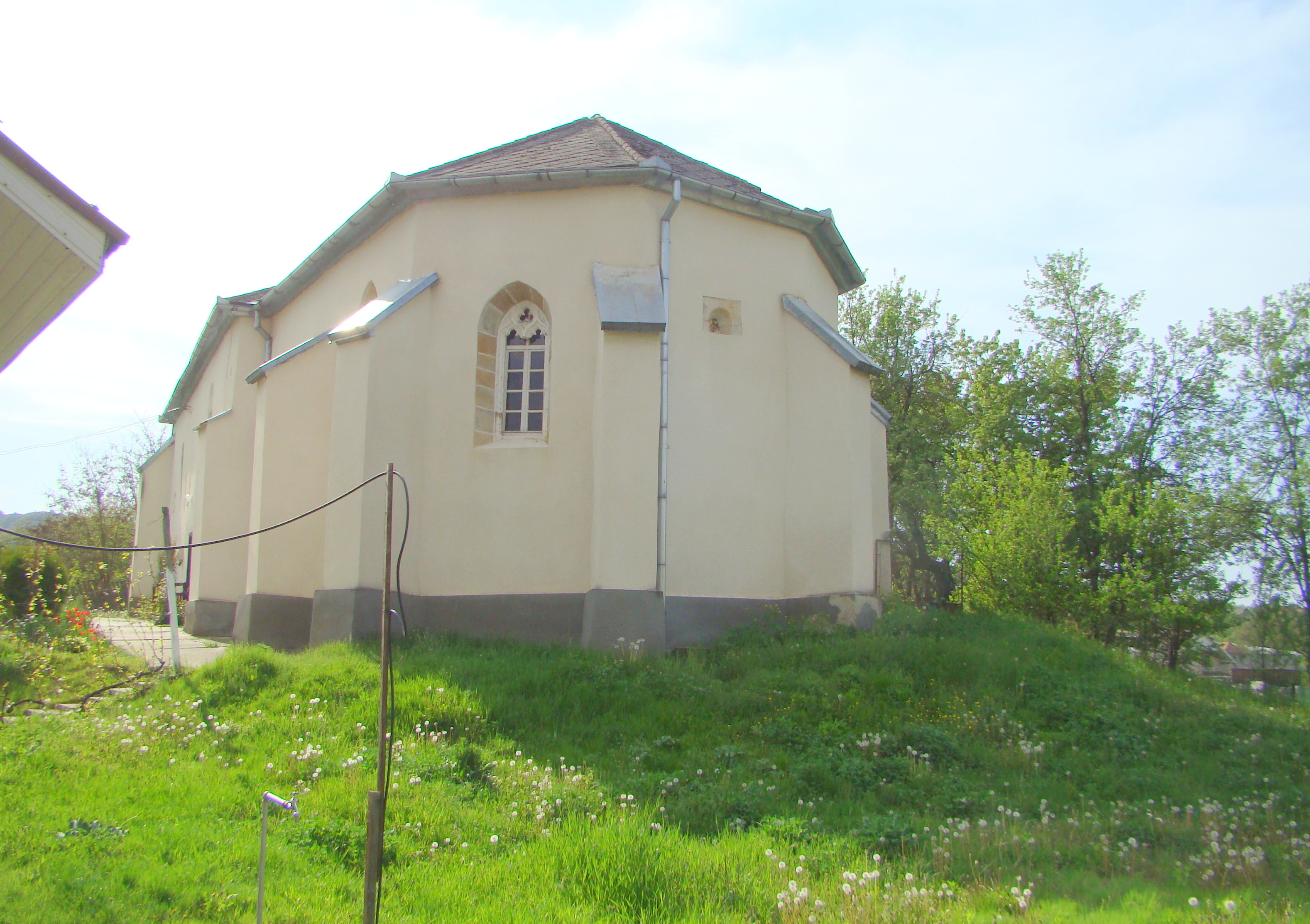
Biserica reformată din satul Bozieș (monument istoric)
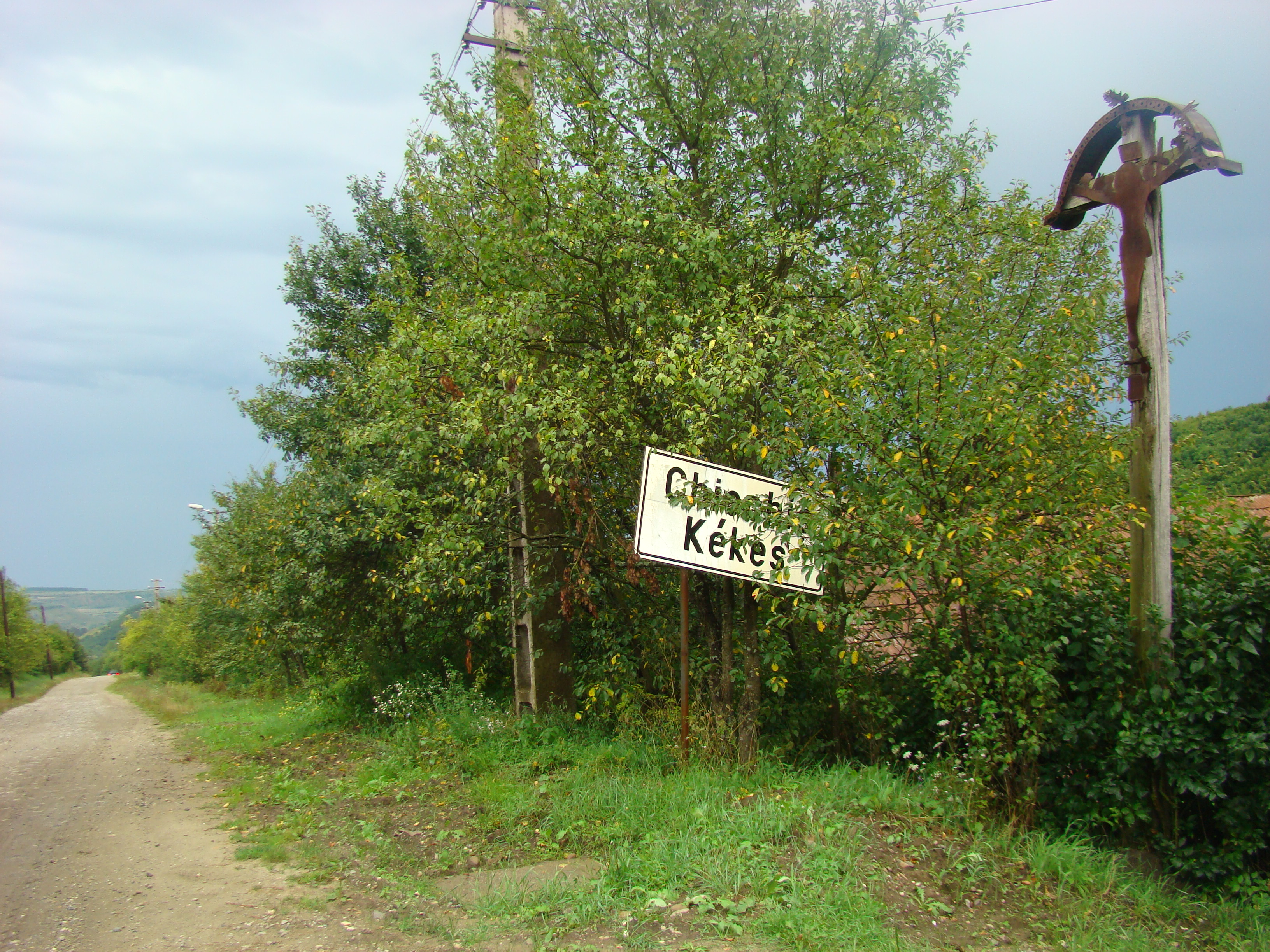
Intrarea în centrul de comună Chiochiș
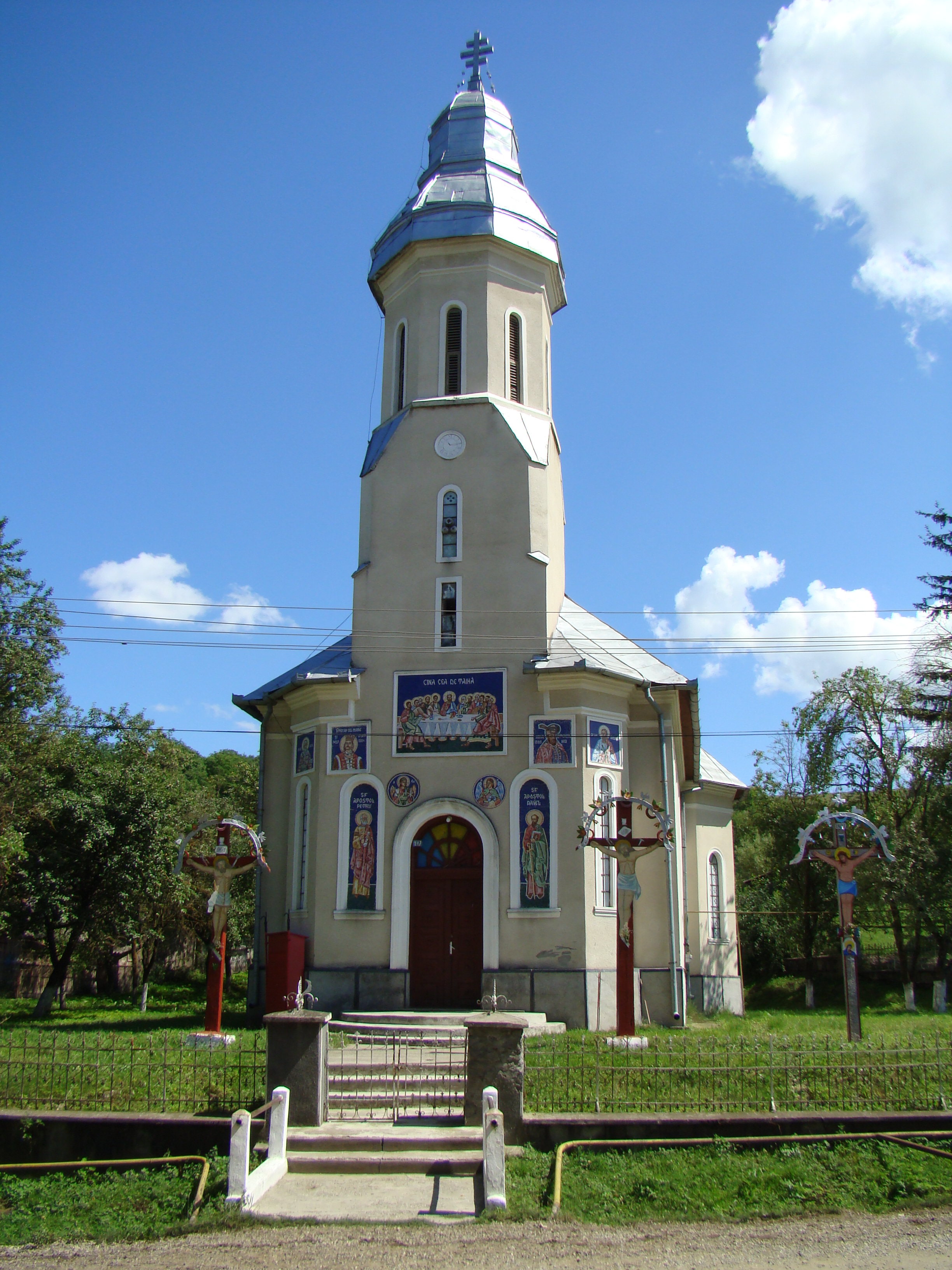
Biserica ortodoxă din Chiochiș
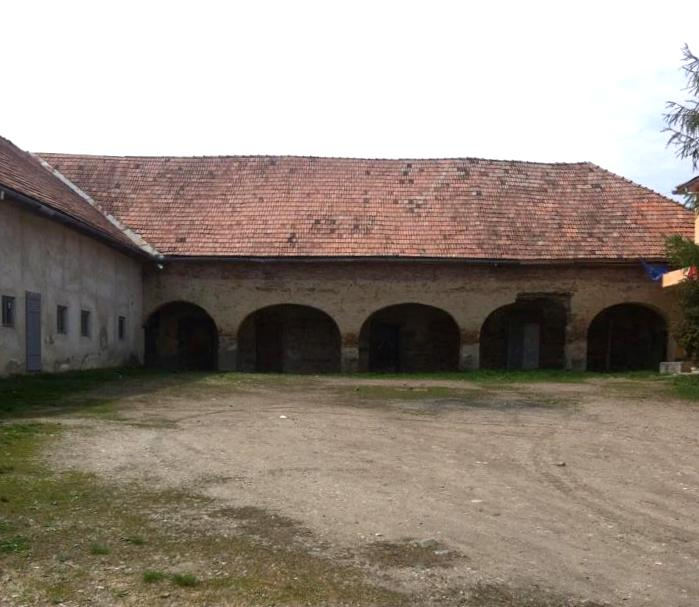
Fostul castel de vânătoare Wessélenyi
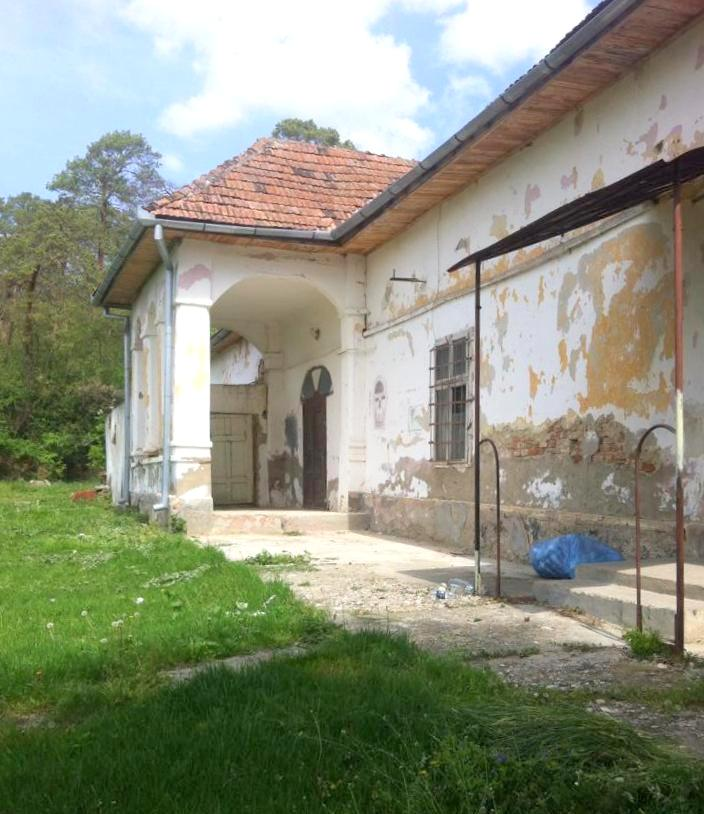
Fostul castel de vânătoare Wessélenyi
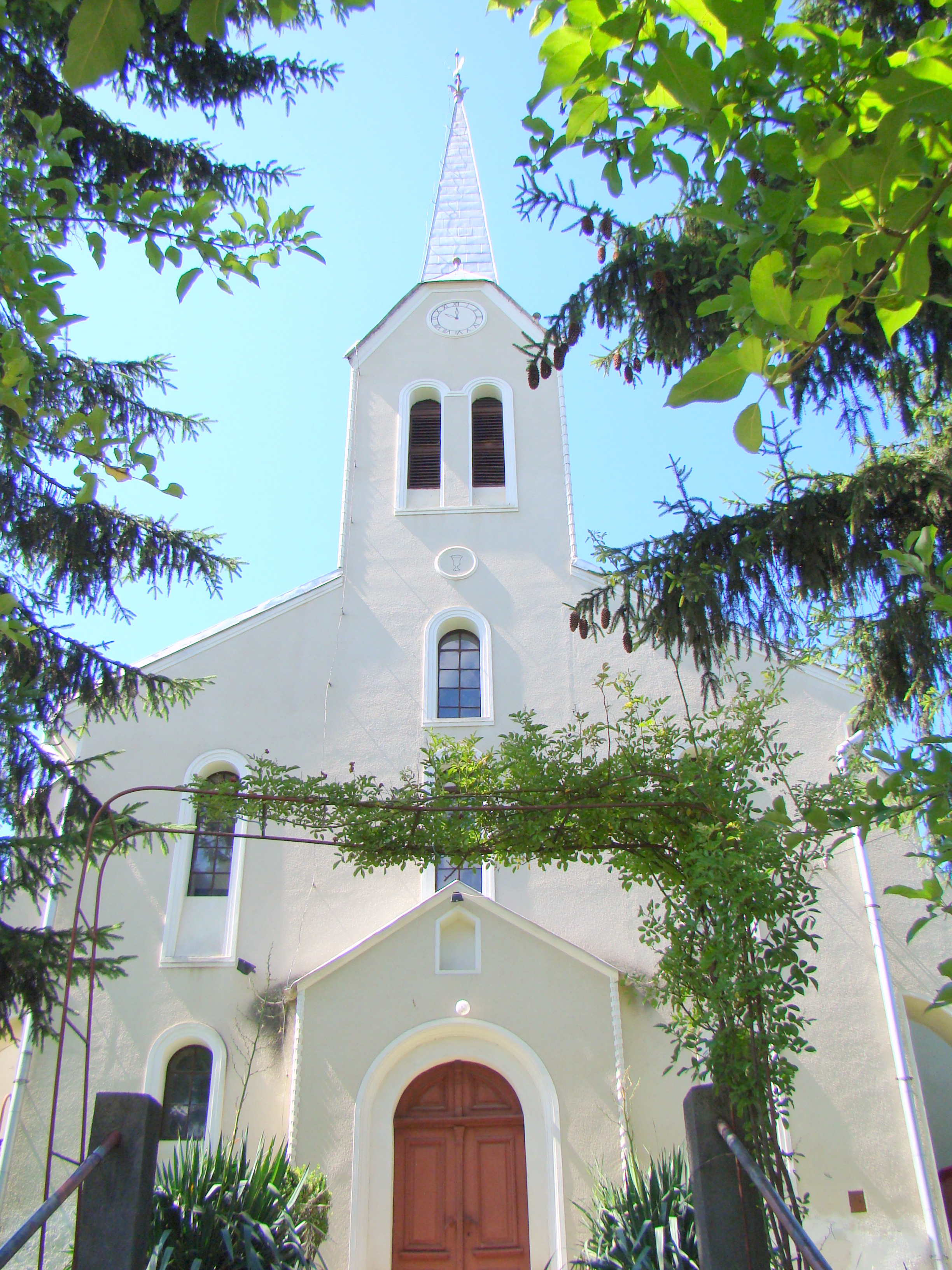
Biserica reformată din Chiochiș
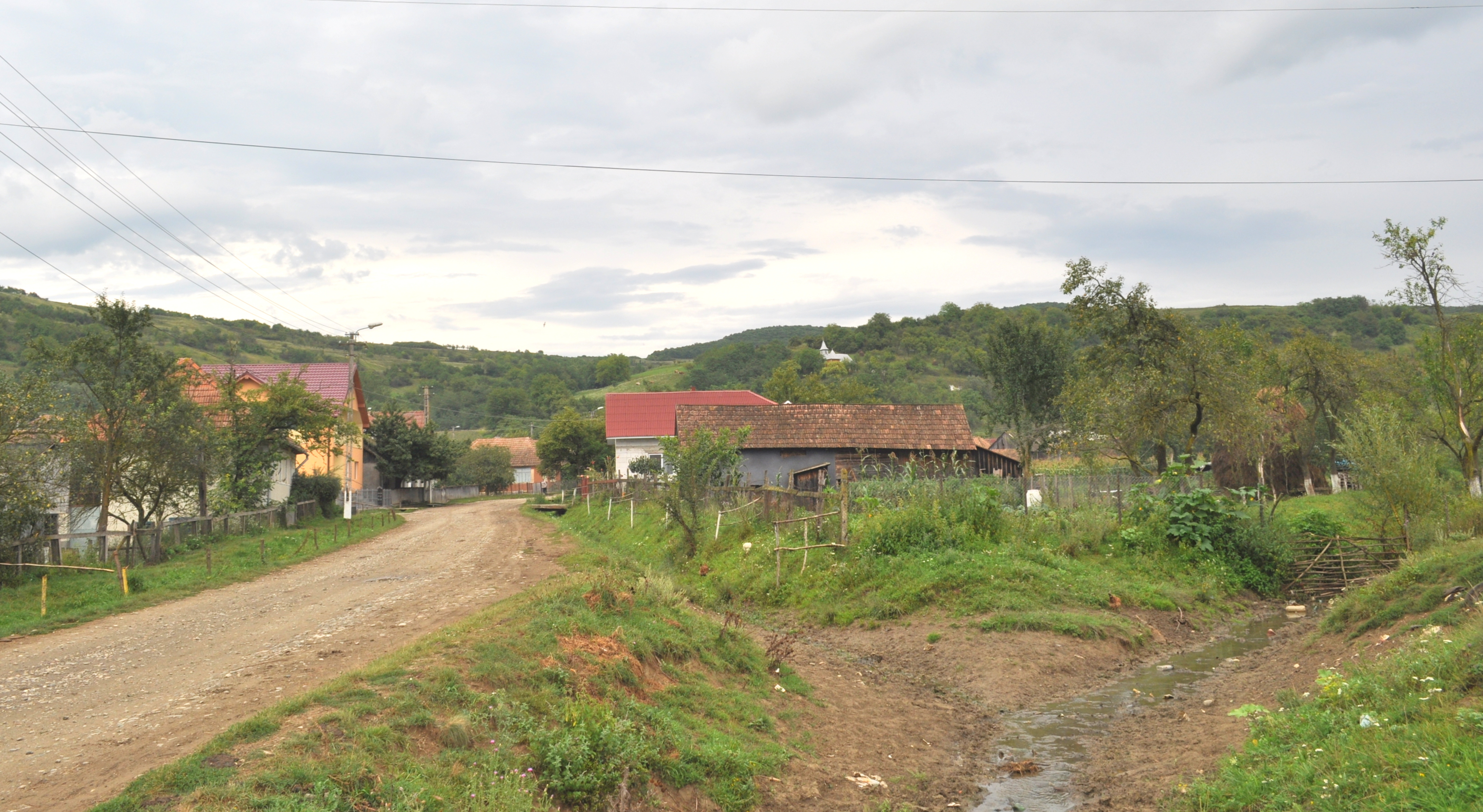
Satul Manic
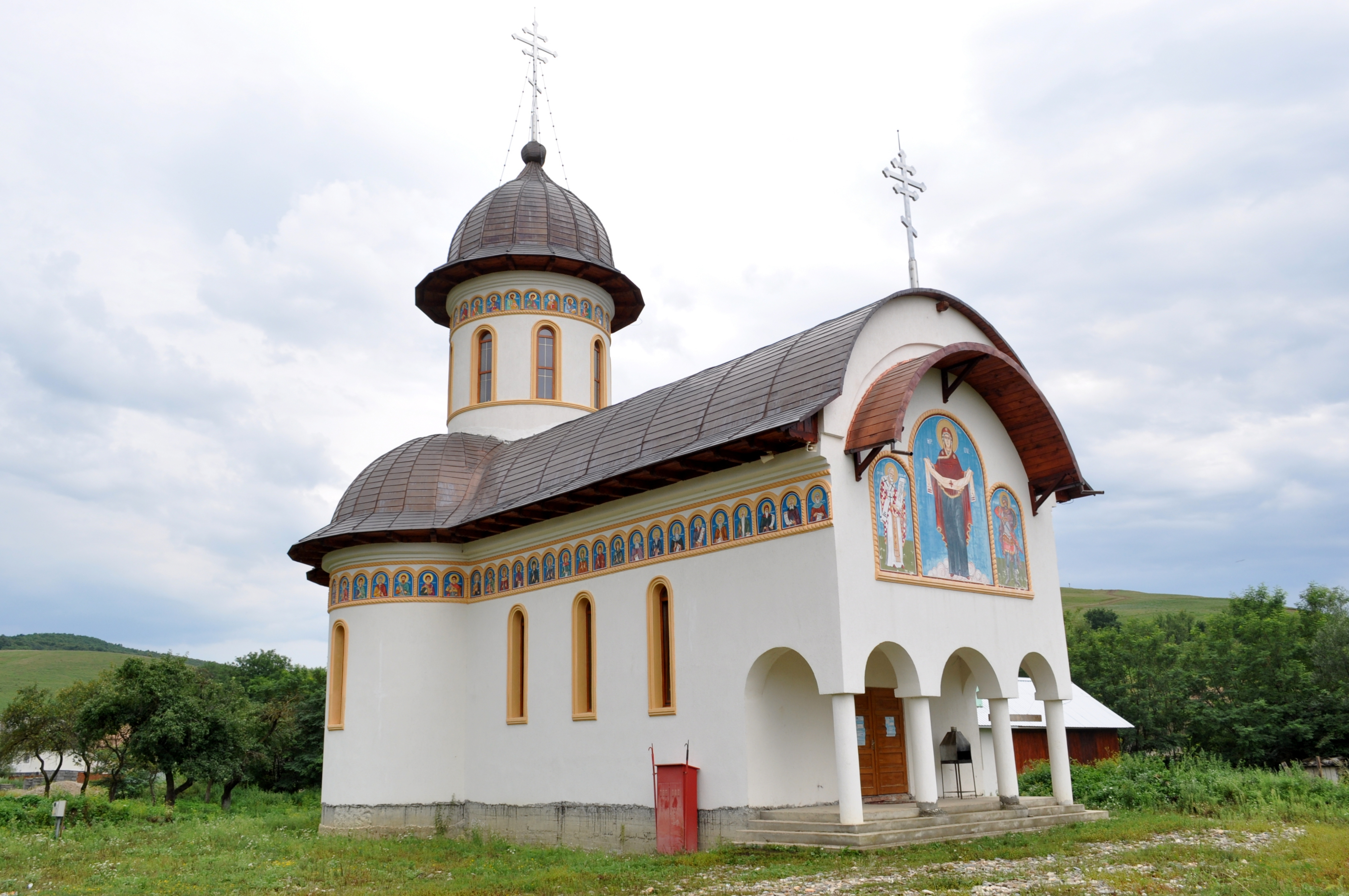
Biserica nouă de zid
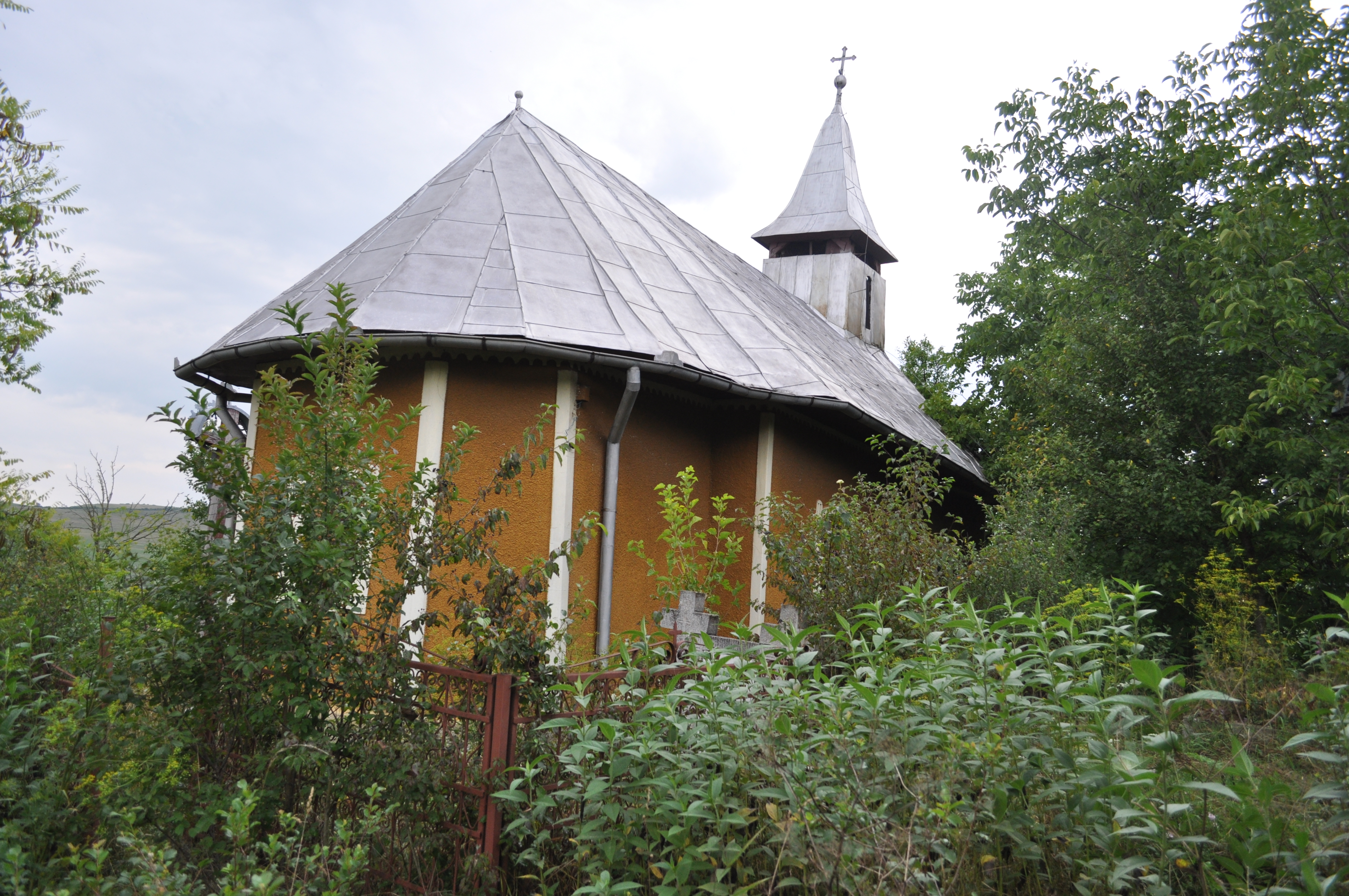
Biserica de lemn
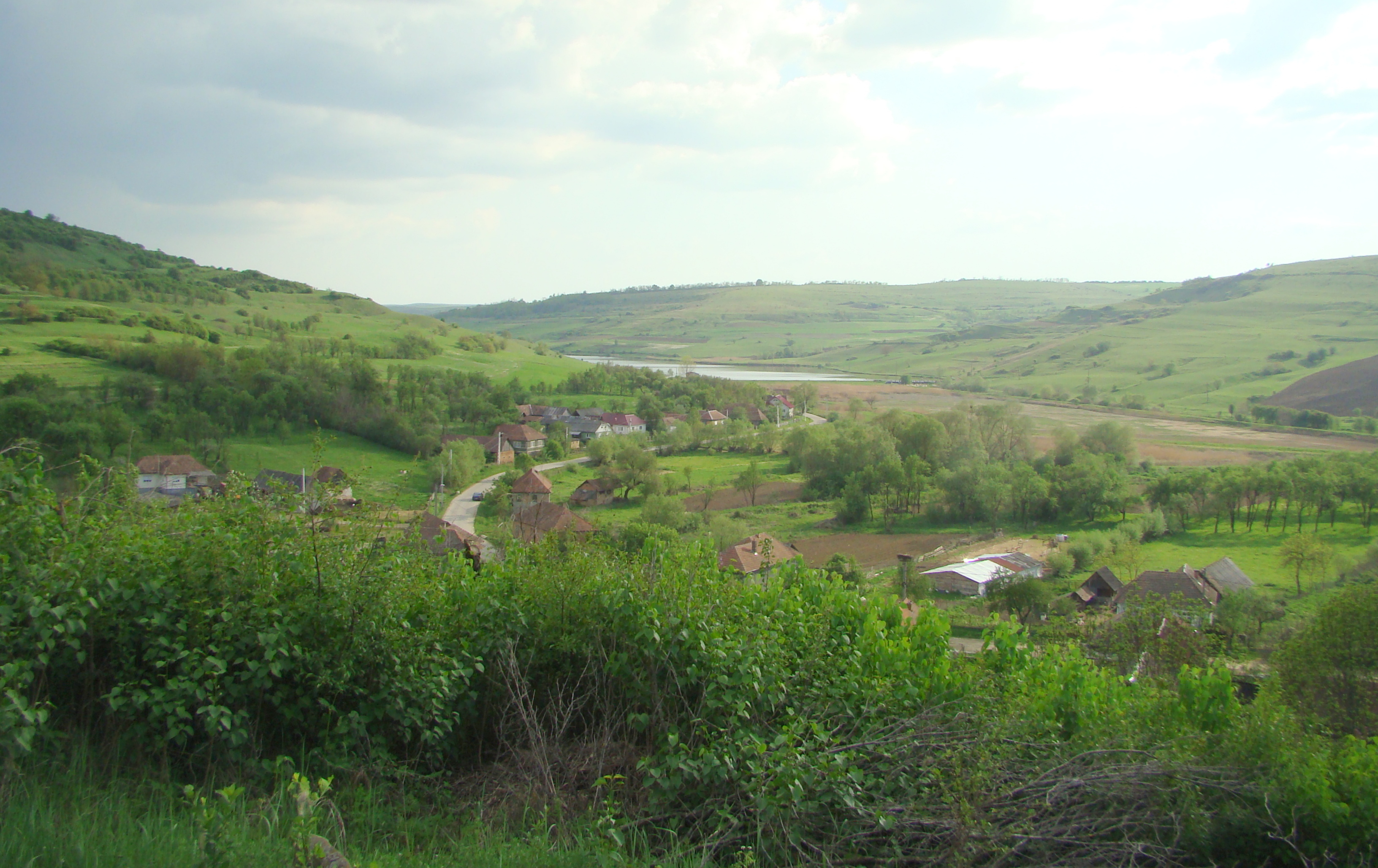
Satul Strugureni
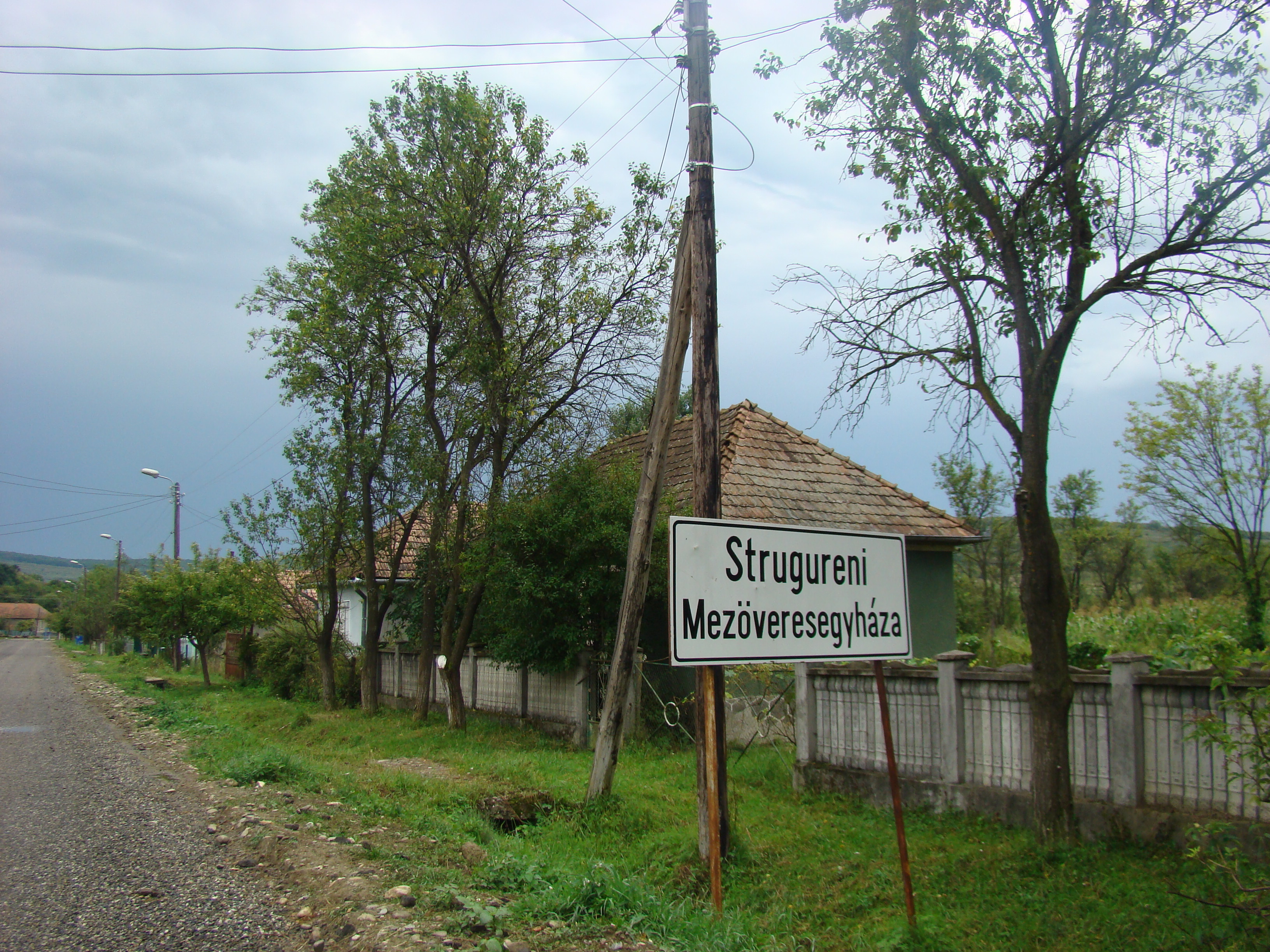
Intrarea în Strugureni
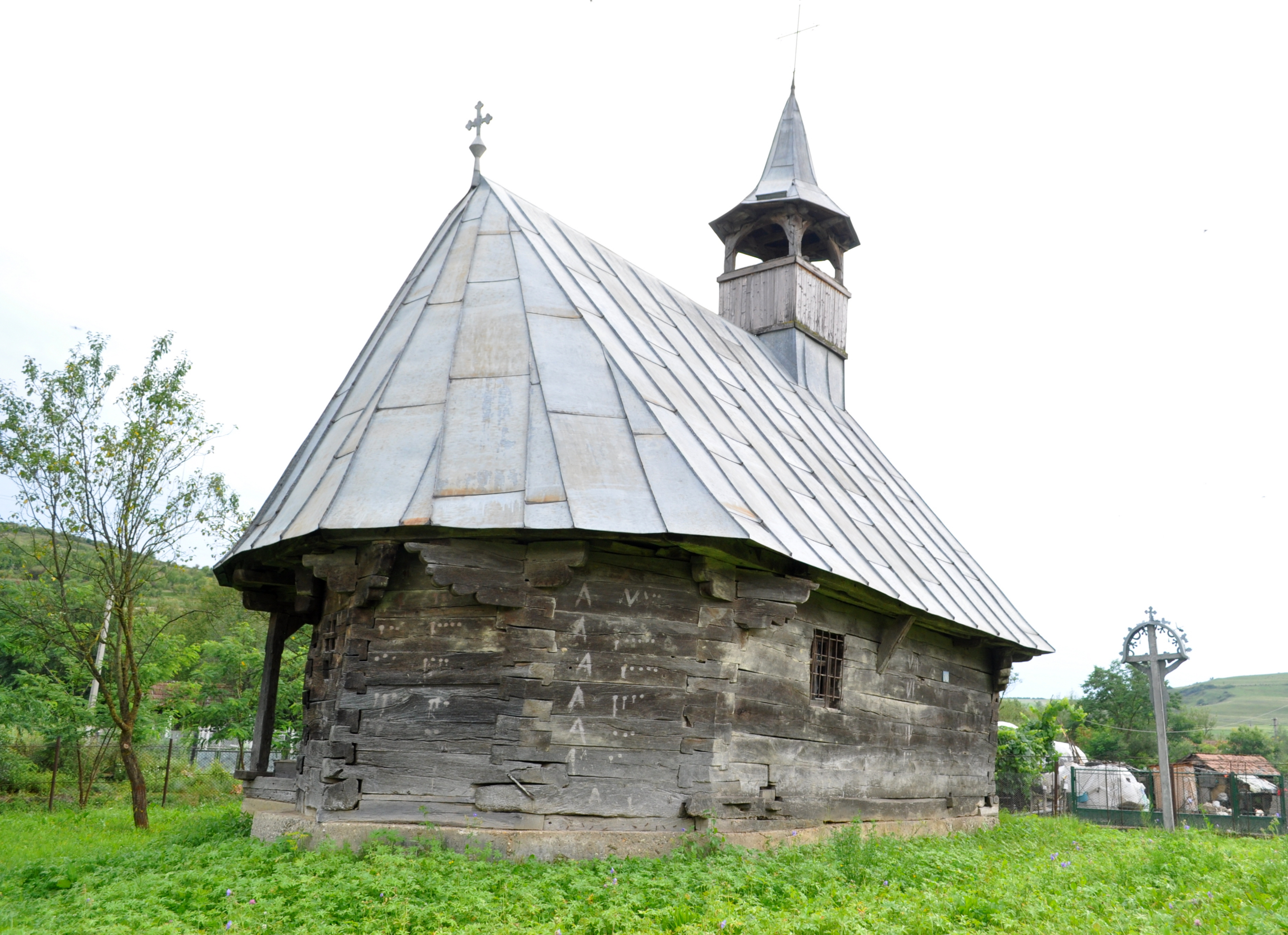
Biserica de lemn din Strugureni (monument istoric)
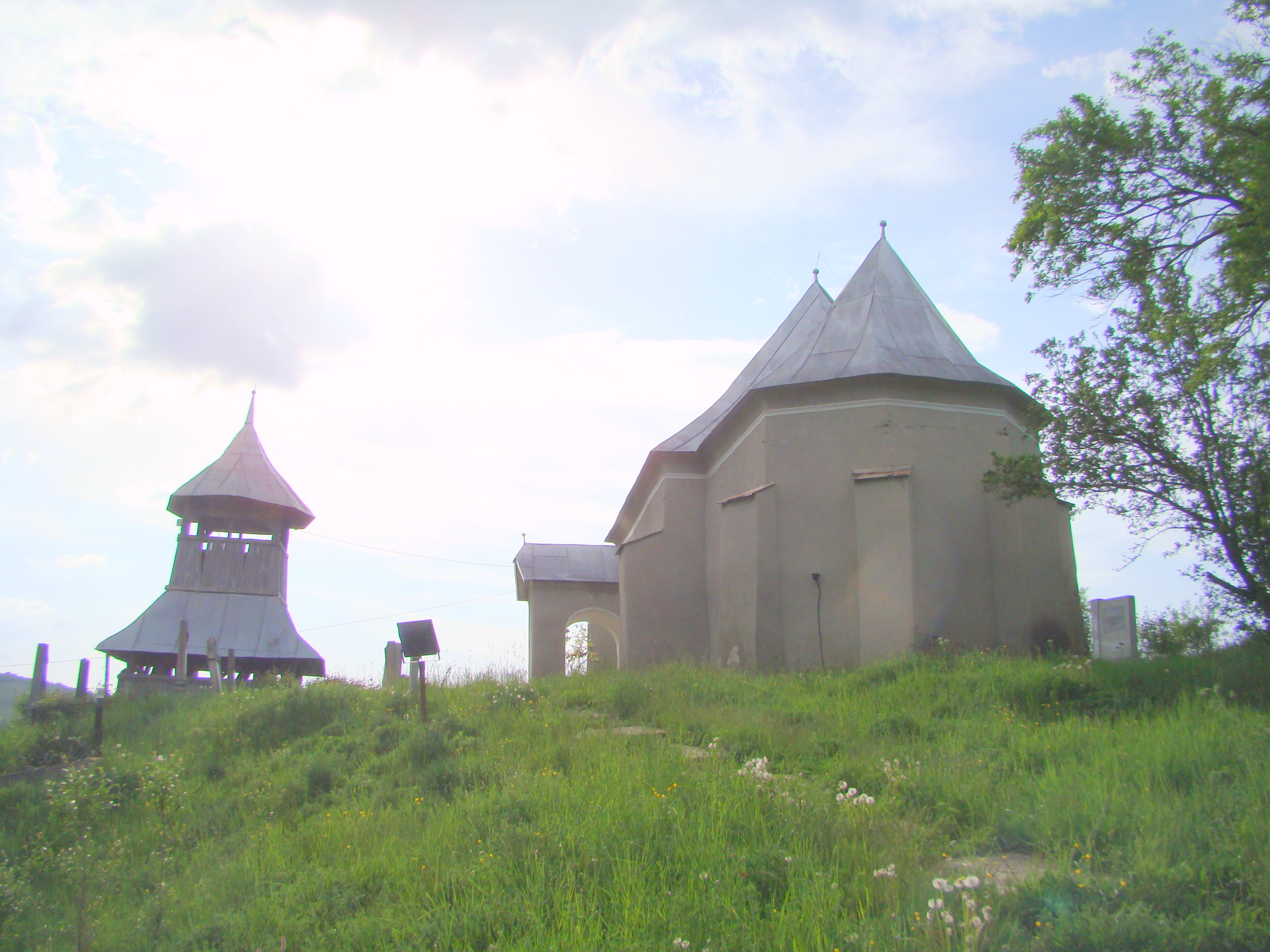
Biserica reformată din Strugureni (monument istoric)